# Начский сельсовет (Гродненская область)
Начский сельсовет — упразднённая административная единица на территории Вороновского района Гродненской области Республики Беларусь.

## История
5 октября 2007 года Начский сельсовет упразднён. Населённые пункты включены в состав Дотишского сельсовета.

## Состав
Начский сельсовет включал 17 населённых пунктов:
- Алекшишки — деревня.
- Белюнцы — деревня.
- Гинели — деревня.
- Готувка — деревня.
- Кудаюнцы — хутор.
- Межанцы — деревня.
- Мицканцы — деревня.
- Нача — деревня.
- Некрашунцы — деревня.
- Поставки — деревня.
- Пузели — деревня.
- Сербинишки — хутор.
- Смильгини — деревня.
- Соболюнцы — деревня.
- Салопятишки — деревня.
- Тальмонты — хутор.
- Шавры — деревня.